# Retschki (Kaliningrad)
Retschki (russisch Речки, deutsch Groß Pöppeln) ist ein Ort in der russischen Oblast Kaliningrad. Er gehört zur kommunalen Selbstverwaltungseinheit Stadtkreis Polessk im Rajon Polessk.

## Geographische Lage
Retschki liegt am westlichen Ufer der Deime (russisch: Deima), sieben Kilometer südöstlich der Rajonshauptstadt Polessk (Labiau). Durch den Ort führt die Kommunalstraße 27K-395 aus Richtung Polessk nach Iwanowka (Adlig Bärwalde). Die nächste Bahnstation ist der Stadtbahnhof von Polessk an der Bahnstrecke Kaliningrad–Sowetsk (Insterburg–Tilsit).

## Geschichtliches
Die Gründung des Dorfes Peppeln erfolgte bereits im 14. Jahrhundert. Zwischen 1874 und 1945 war der Ort in den Amtsbezirk Bärwalde (heute russisch: Iwanowka) eingegliedert und gehörte zum Kreis Labiau im Regierungsbezirk Königsberg der preußischen Provinz Ostpreußen. Im Jahre 1910 lebten hier 175 Menschen.
Am 30. September 1928 vergrößerte sich Groß Pöppeln, als der Gutsbezirk Imbärwalde, die Landgemeinde Klein Bärwalde (beide heute russisch: Iwanowka) und der Gutsbezirk Klein Naujock, Forst (bis 1902: Pöppeln, Forst) eingemeindet wurden. Die Einwohnerzahl betrug dementsprechend im Jahre 1933 bereits 217 und belief sich 1939 noch auf 202.
In Kriegsfolge kam Groß Pöppeln 1945 gemeinsam mit dem nördlichen Ostpreußen zur Sowjetunion. Im Jahr 1950 wurde der Ort in Retschki umbenannt und gleichzeitig dem Dorfsowjet Mordowski selski Sowet, dem späteren Tjuleninski selski Sowet, im Rajon Polessk zugeordnet. Von 2008 bis 2016 gehörte Retschki zur Landgemeinde Turgenewskoje selskoje posselenije und seither zum Stadtkreis Polessk.

## Kirche
Die Bevölkerung Groß Pöppelns war vor 1945 überwiegend evangelischer Konfession. Das Dorf war in das Kirchspiel der Stadtkirche Labiau (Polessk) eingepfarrt und gehörte zum Kirchenkreis Labiau in der Kirchenprovinz Ostpreußen der Kirche der Altpreußischen Union. Die kirchliche Beziehung zur Kreisstadt ist geblieben, denn heute liegt Retschki im Einzugsbereich der in den 1990er Jahren ganz neu entstandenen evangelisch-lutherischen Gemeinde in Polessk, einer Filialgemeinde der Auferstehungskirche in Kaliningrad (Königsberg) in der Propstei Kaliningrad der Evangelisch-lutherischen Kirche Europäisches Russland.

## Schule
In Groß Pöppeln bestand vor 1945 eine einklassige Schule mit einem Schulgebäude aus dem Jahre 1858. Die Schule wurde auch von Kindern der Nachbarorte besucht.

## Bemerkenswertes

### Schwedenschanze
Südöstlich von Groß Pöppeln befand sich auf der östlichen Deime-Seite eine größere Schwedenschanze. Sie war Ziel mannigfacher Erkundigungen.

### Silberschatz
Mitte des 19. Jahrhunderts fand man in Groß Pöppeln einen Silberschatz, der aus dem 11. Jahrhundert stammte. Einem lokalen Bauern gelang dieser Fund, als er mit seinen Söhnen beim Kartoffelpflanzen auf einen großen Stein stieß. Darunter befand sich ein kleinerer Stein, der den Silberschatz bedeckte. Er bestand aus 31 teils unvollständigen Silberbarren mit einem Gewicht von mehr als zwei Kilogramm. Der Schatz wurde vom Prussia-Museum in Königsberg (Preußen) im Jahre 1885 angekauft.